# Jonas Eidevall
Jonas Eidevall (Borås, 28 gennaio 1983) è un allenatore di calcio svedese, tecnico del San Diego Wave.
Già allenatore del Rosengård nel periodo 2013-2014 e 2018-2021, con il club femminile di Malmö ha conquistato tre titoli di campione di Svezia e una Svenska Cupen damer.

## Carriera
Eidevall ha iniziato la sua carriera di allenatore all'età di 23 anni, come assistente allenatore del Lunds BK, club con sede a Lund, popoloso centro della contea della Scania, a quel tempo iscritto alla Division 2, quarto livello del campionato svedese di calcio. Dopo tre anni e mezzo come assistente, è stato nominato allenatore del club. Nel 2009, ha portato il club al primo posto in Division 2 e alla promozione in Ettan.
Nel 2012 ha lasciato il Lunds BK per trasferirsi al Rosengård, squadra femminile iscritta alla Damallsvenskan, assumendo l'incarico di assistente di Peter Moberg. La stagione successiva viene promosso allenatore capo, guidando la squadra al primo posto in campionato per due volte consecutive nel 2013 e nel 2014.
Ha lasciato il Rosengård nel 2016 per unirsi all'Helsingborg, in Superettan, in qualità di assistente allenatore e vice di Henrik Larsson.
Dopo un anno con il club di Helsingborg decide di tornare al Rosengård, ottenendo nelle ultime quattro stagioni alla sua guida la conquista della Coppa di Svezia nel 2018 e a un altro titolo di campione nel 2019. Sempre nella stagione 2019 ha anche guidato il Rosengård ai quarti di finale dell'edizione 2020-2021 di UEFA Women's Champions League.
Nel giugno 2021, è stato nominato capo allenatore dell'Arsenal Women, squadra della FA WSL, in sostituzione dell'australiano Joe Montemurro, passato alle italiane della Juventus. A metà ottobre 2024 ha rassegnato le dimissioni da tecnico dell'Arsenal dopo un avvio di stagione al di sotto delle aspettative. Nelle tre stagioni alla guida della squadra londinese ha vinto per due volte la FA Women's League Cup e raggiunto le semifinali della Women's Champions League nell'edizione 2022-2023.
Il 7 gennaio 2025 è stato nominato allenatore del San Diego Wave, società californiana partecipante alla NWSL, la principale lega professionistica statunitense per squadre femminili.

## Palmarès

### Allenatore
- Campionato svedese: 3

Rosengård: 2013, 2014, 2019
- Coppa di Svezia: 1

Rosengård: 2017-2018
- FA Women's League Cup: 2

Arsenal: 2022-2023, 2023-2024